# Śluza Piaskowa
Śluza Piaskowa – śluza wodna, komorowa, zlokalizowana na rzece Odra, położona w przekopie wykonanym przy jej odnodze nazywanej Odrą Południową. Śluza położona jest we Wrocławiu, pomiędzy Starym Miastem i Nadodrzem. 

## Historia
Śluza została wybudowana w 1792 roku jako śluza drewniana, następnie została przebudowana, w 1820 roku jako murowana, a w 1872 i później do 1882 – śluzę poddano modernizacjom. Modernizacje śluzy polegały między innymi na zastąpieniu drewnianych wrót, stalowymi, nitowanymi, a także uszczelnieniu śluzy przy którym zastosowano po raz pierwszy cement portlandzki. Śluza Piaskowa stanowi jeden z elementów stopnia wodnego, w odniesieniu do którego stosuje się nazwę: Piaskowy Stopnień Wodny, położony w obrębie Śródmiejskiego Węzła Wodnego – Górnego. Ze względu na niewielkie wymiary tej śluzy i następnej na szlaku (Śluzy Mieszczańskiej), ta droga wodna nie ma większego znaczenia transportowego, towarowego. Obecnie jednak następuje aktywizacja turystyki i rekreacji wodnej także w obszarze otwartego dla żeglugi Śródmiejskiego Węzła Wodnego, szczególnie po oddaniu do użytkowania przystani śródmiejskich – Mariny Topacz, kilku przystani pasażerskich białej floty, Zatoki Gondoli. Przez Śluzę Piaskową obecnie nie prowadzi żadna droga wodna. Obowiązuje obustronny zakaz ruchu jednostek. Ponieważ piętrzenie na stopniu jest znikome, obecnie śluza pozostaje otwarta, jednostki nie podlegają śluzowaniu, lecz przechodzą przez śluzę jak przez kanał wodny.

## Charakterystyka

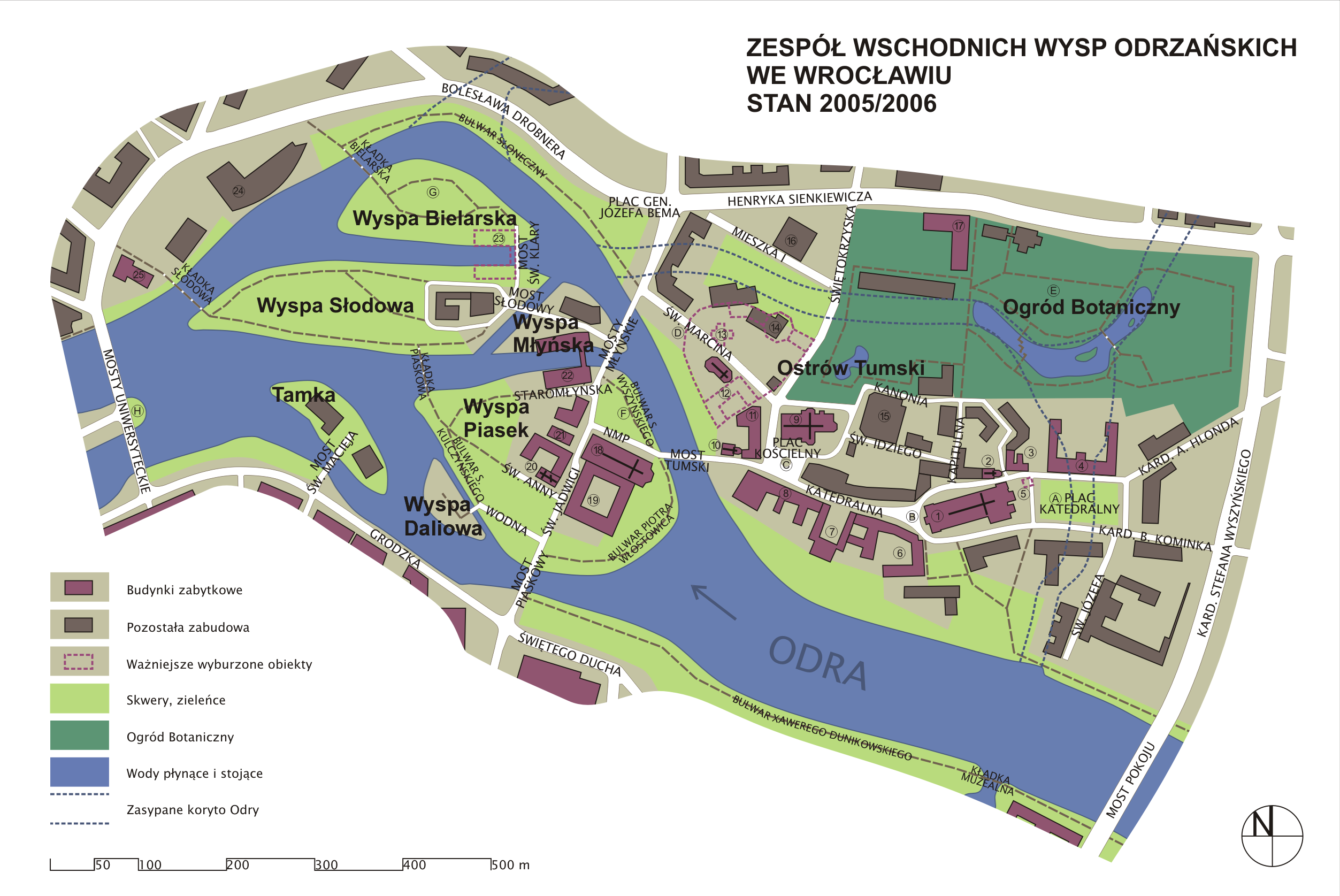
Śluza Piaskowa położona jest pomiędzy Wyspą Piasek i Wyspą Daliową

Śluza ma wymiary: długość – 39,1; szerokość – 5,3; piętrzenie wynosi 0,2 m. Do 1959 roku, poziom piętrzenia na stopniu był większy wynosił 2,11 m, a jego tak znaczące zmniejszenie jest wynikiem większego piętrzenia, wprowadzonego w 1959 roku, na stopniu Śródmiejski Węzeł Wodny Dolny, dla potrzeb zlokalizowanych tam elektrowni wodnych. Śluza posiada wrota środkowe, dzielące śluzę na dwie części, umożliwiające oszczędnościowe śluzowanie mniejszych jednostek. Od strony wody dolnej wrota mają wymiary 3,0 na 4,4 m, a od strony wody górnej 3,2 na 5,0 m. Obie głowy śluzy – górna i dolna – posiadają zamki do montażu zamknięć remontowych. Odległość na drodze wodnej do następnego stopnia – Śluzy Mieszczańskiej, wynosi 0,6 km, do poprzedniej na szlaku – Śluzy Opatowice wynosi 9,2 km. Prawy brzeg stanowi Wyspa Piasek, natomiast lewy brzeg to niewielka Wyspa Daliowa, powstała w wyniku wykonania przekopu na potrzeby budowy śluzy i szlaku wodnego. Poziom wody górnej kształtuje kilka elementów Śródmiejskiego Węzła Wodnego Górnego, takie jak Jaz św. Macieja, rynny robocze Młynów Świętej Klary, młynów między Wyspą Młyńską, a Wyspą Piasek, Upust powodziowy Klary, Kanał Jazu Macieja, jaz na Odrze Północnej. Natomiast poziom wody dolnej kształtowany jest przez Mieszczański Stopień Wodny.